# Mina Ahadi
Pour les articles homonymes, voir Ahadi.
Mina Ahadi , née en 1956 à Abhar, est une militante des droits de l'homme iranienne, naturalisée autrichienne. 
Militante communiste et laïque, elle est une dirigeante du Parti communiste-ouvrier d'Iran. 

## Biographie
Mina Ahadi est une militante pour la laïcité de la promotion des droits civiques. Elle est également investie dans les Comités internationaux contre l'exécution et la lapidation. Elle est également la principale fondatrice du Conseil central des ex-musulmans en Allemagne. 
Son mari, également militant politique, a été exécuté par le gouvernement iranien.
Elle vit et travaille en Allemagne. Elle a contribué à la libération de Nazanin Fatehi en Iran. En raison des menaces de mort à son encontre, elle vit sous protection policière,.
Le 20 octobre 2007, l'organisation britannique National Secular Society lui décerne son prix annuel de la laïcité.
Elle est la mère de deux filles.